# Berane

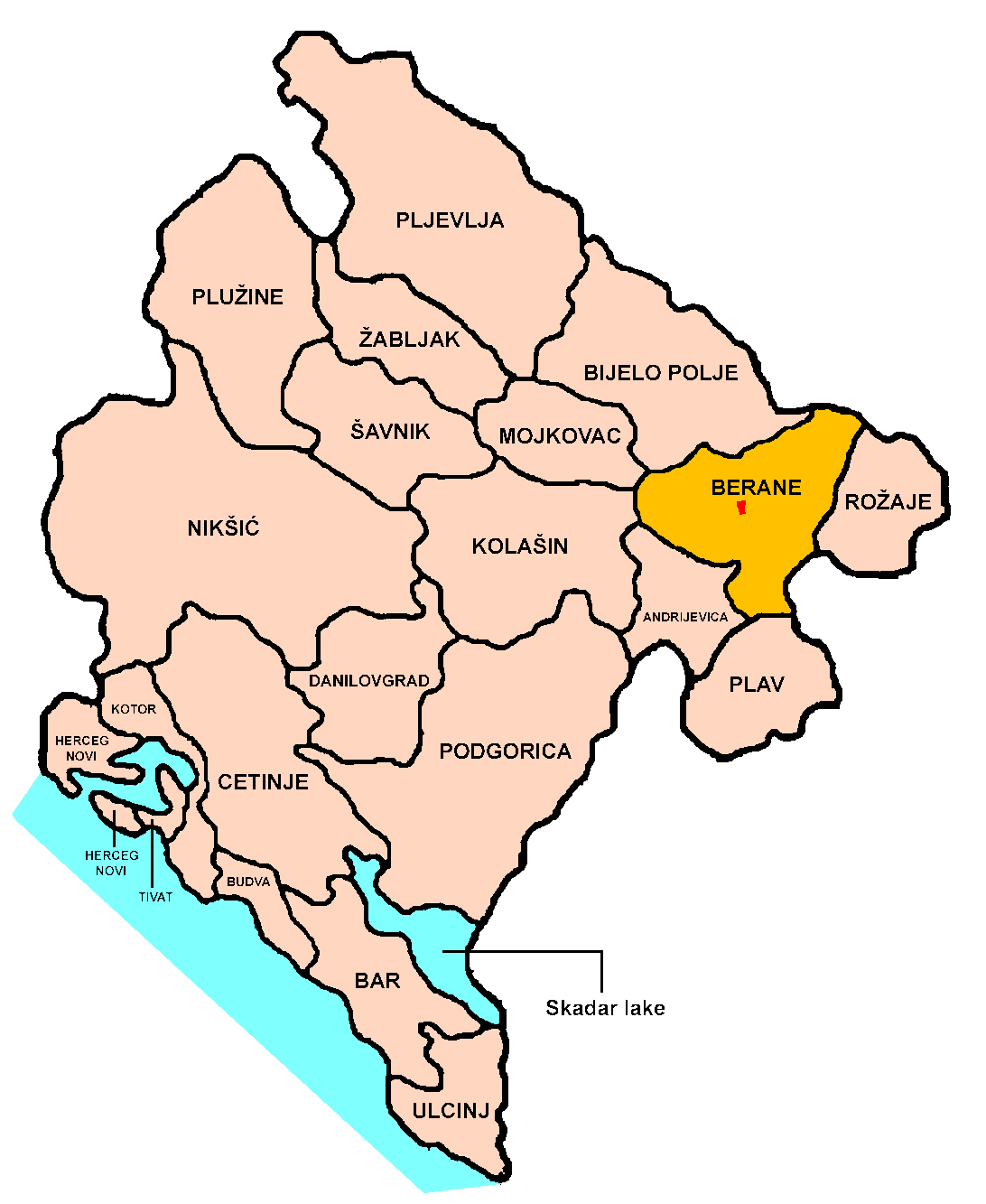
Beranes läge i Montenegro.

Berane är en ort i kommunen Berane i Montenegro. Den ligger i regionen Sandžak och genom staden rinner floden Lim. Folkmängden i centralorten uppgick till 11 193 invånare vid folkräkningen 2011. Hela kommunen hade 35 452 invånare 2011, på en yta av 717 kvadratkilometer.
Under medeltiden var platsen känd som Budimlja. Sankt Sava grundade ett av serbisk-ortodoxa kyrkans första stift i området 1219. Många kloster och kyrkor finns i området och kyrkan sätter fortfarande sin prägel på kulturen. Området var en del av den medeltida serbiska staten fram till 1455 då turkarna tog kontroll över området. Från det första serbiska upproret 1804 tills området friades från det turkiska styret 1912 var stridigheterna många och under andra världskriget förekom många interna strider mellan partisaner och tjetniker.
Berane är ett av de fattigaste kommunerna i Montenegro. Många företag har lagts ner och jordbruket har minskat.
Runt 41,4% av invånarna är serber, 22,7% montenegriner och 22,0% bosniaker.